# Ministère de l'Industrie et des Technologies de l'information
Le ministère de l’Industrie et des Technologies de l’information (chinois traditionnel : 工业和信息化部 ; pinyin : Gōngyè Hé Xìnxīhuàbù)) ou MIIT (acronyme de l'anglais Ministry of Industry and Information Technology ) est l'administration gouvernementale de la Chine chargée du développement et de la régulation des secteurs de l'électronique, du logiciel, de l'internet et du sans fil, des services postaux, de l'information ainsi que de la promotion de l'économie du savoir. 
Le ministère a été créé durant la session de 2008 de l'Assemblée nationale populaire par le Conseil d'État en fusionnant le ministère de l'Industrie, la Commission des sciences, des technologies et de l'industrie pour la défense nationale, le Bureau de l'informatisation du Conseil d'état et le Bureau national du monopole d'État des tabacs. 
Le ministère est placé sous la responsabilité directe du Conseil des affaires de l'État de la république populaire de Chine.

## Ministres
- Miao Wei depuis 2010.
- Li Yizhong, 2008 à 2010.